# Le Rhône 9J
Il Le Rhône 9J fu un motore aeronautico a nove cilindri di tipo rotativo, costruito dall'azienda francese Le Rhône a partire dal 1913 ed estensivamente impiegato, in diverse versioni migliorate rispetto a quella originale, da velivoli francesi e britannici durante la prima guerra mondiale. Stanti le sue ottime caratteristiche, ne venne ricavata una copia che venne impiegata anche dai tedeschi, che la designarono Oberursel U.II.

## Storia del progetto
La parigina Société des Moteurs Le Rhône, che sarebbe confluita nella concorrente Société des Moteurs Gnome nel 1914, aveva iniziato a produrre motori rotativi per l'aviazione nel 1910; il Le Rhône 9J, derivato dal precedente Le Rhône 9C e di tipo rotativo a 9 cilindri con raffreddamento ad aria come il suo predecessore, venne progettato verso la fine del 1913 da Louis Verdet. Si differenziava dal 9C per un maggior rapporto di compressione che, al prezzo di un aumento di peso e di dimensioni, gli garantiva una potenza significativamente aumentata; era inoltre caratterizzato da una maggiore facilità di manutenzione.
Il 9J ricevette la sua omologazione nel dicembre del 1914, dopo che esemplari prelevati a campione avevano dato risultati soddisfacenti provando che le buone caratteristiche del motore non erano dovute unicamente alla messa a punto particolarmente accurata degli esemplari sottoposti ai centri di omologazione.
L'impiego operativo del Le Rhône 9J, nonché la sua fama, furono legati prevalentemente ma non esclusivamente alla famiglia di aerei da caccia francesi Nieuport 16 e, soprattutto, Nieuport 17. Circa 3 500 (degli oltre 10 000 9J costruiti) equipaggiarono altrettanti Nieuport 17 francesi, britannici, russi, belgi, olandesi e appartenenti all'American Expeditionary Forces statunitense.
In Francia vennero costruiti 9 350 esemplari del 9J e altri 1 100 vennero prodotti su licenza nel Regno Unito dalla W.H. Allen Son & Co., Ltd. di Bedford; in Italia la Società Italiana Motori Gnome e Rhône (SIMGER) produsse il 9J per gli aerei della Nieuport-Macchi; negli Stati Uniti vennero costruiti 1 400 9J per i Nieuport 27 che venivano prodotti su licenza nel paese, mentre nell'Impero russo il modello fu prodotto dalla filiale moscovita della ditta francese, l'Usine Impériale Gnome. Inoltre l'azienda svedese Thulin produsse, senza licenza, una copia del 9J che vendette ai tedeschi come Oberursel U.II.
Il 9J fu il motore Le Rhône prodotto nel maggior numero di esemplari nella storia dell'azienda.

## Tecnica
Il Le Rhône 9J era un motore a pistoni con 9 cilindri del tipo rotativo: secondo una formula assai diffusa nei primi anni di vita dell'aviazione, era cioè solidale all'elica dell'aeroplano e girava ad alta velocità intorno al suo asse longitudinale mentre l'albero era solidale all'aereo.
Onde evitare danni causati dall'impatto di corpi estranei provenienti da davanti all'aereo, le delicate tubazioni per l'alimentazione e il sistema di distribuzione erano sistemati dietro ai cilindri; il carburatore, di tipo Tampier, Simplex, o Zenith era riscaldato per evitare l'accumulo di ghiaccio, con la conseguente ostruzione dei condotti e spegnimento del motore, nei voli in alta quota; la regolazione della potenza era affidata a una valvola a farfalla.
Il motore e l'elica, come di consueto per i Le Rhône, ruotavano in senso orario dal punto di vista di un pilota seduto dietro al propulsore.

## Versioni
Oltre alla versione di base, omologata nel dicembre 1914, vennero prodotte tre varianti del Le Rhône 9J: la 9Ja, omologata nel 1915, che sviluppava 10 CV in più grazie a un sistema di valvole migliorato; la 9Jb, omologata nel 1916, che aveva la stessa potenza di 120 CV del 9Ja, ma pesava circa 5–8 kg in meno; la 9Jby, omologata nel 1917, che sviluppava 130 CV grazie all'introduzione di novità come i pistoni in alluminio e la maggior velocità di rotazione.

## Aeromobili utilizzatori
I dati sono tratti da Moteurs de légende: Le Rhône

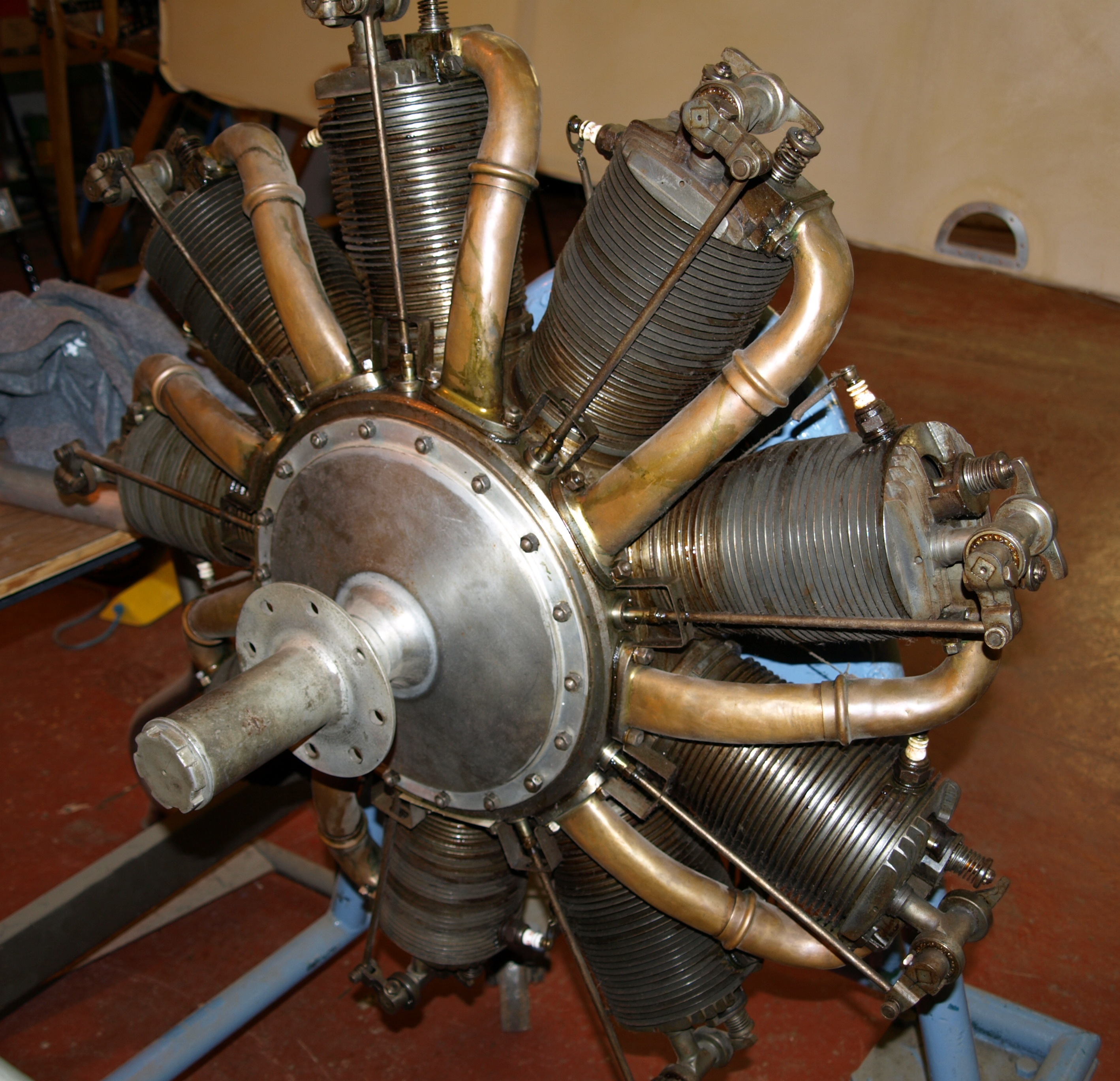
Vista posteriore di un Le Rhône 9J.

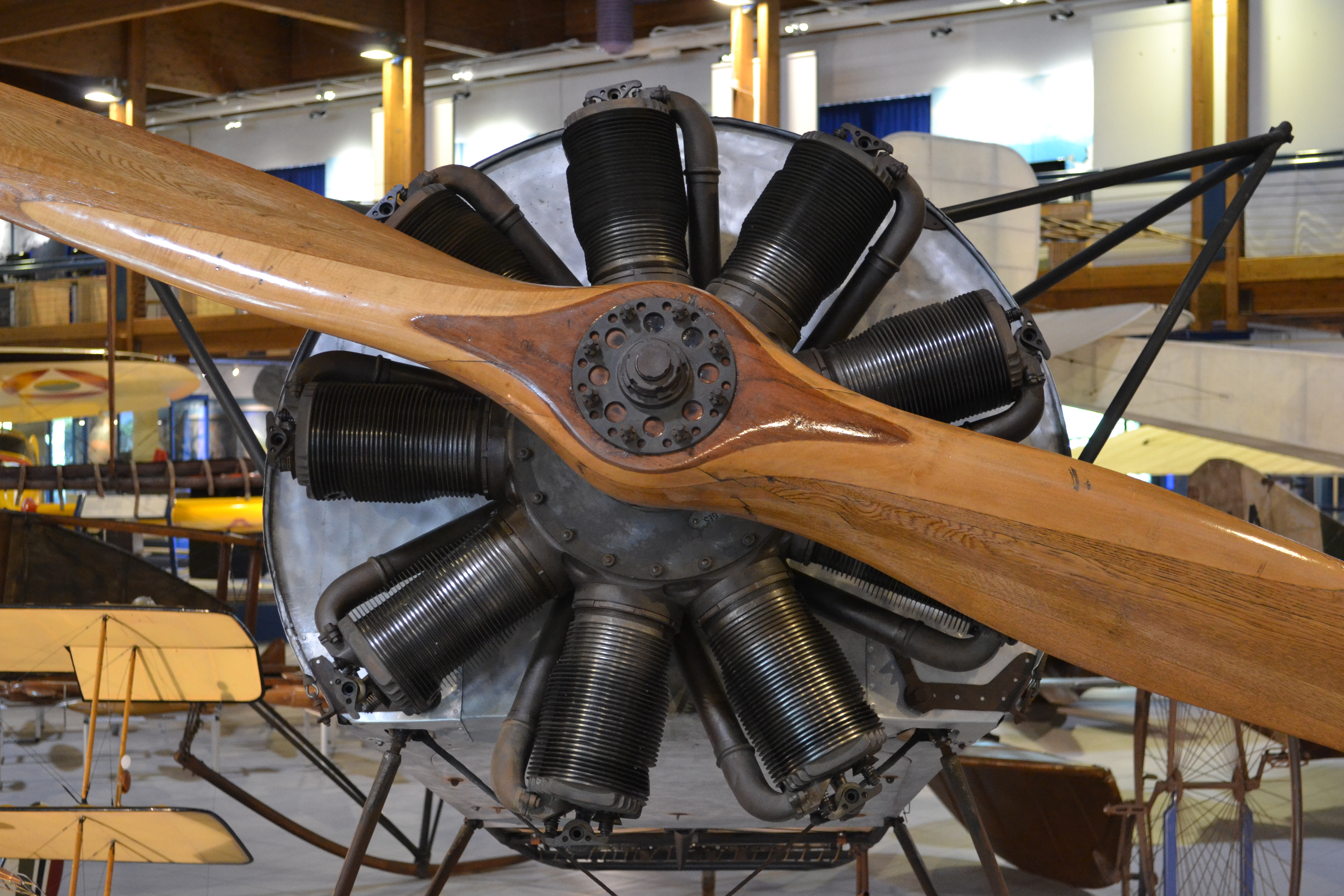
Un Oberursel U.II, versione tedesca del Le Rhône 9J, montato sull'unico esemplare sopravvissuto di Fokker D.VIII conservato presso il Museo dell'aeronautica Gianni Caproni.

### 9J
Francia
- Caudron G.3
- Caudron G.4
- Nieuport 11

 Germania
- Fokker Dr.I
- Fokker E.V
- Fokker D.VIII

### 9Ja
Francia
- Caudron G.6
- Morane-Saulnier MS-21
- Nieuport 16
- Nieuport 17

 Regno Unito
- Avro 504K
- Bristol M.1C
- Airco DH.5

 Spagna
- Cierva C.4
- Cierva C.5

### 9Jb e 9Jby
Francia
- Hanriot HD.1
- Morane-Saulnier AC
- Nieuport 23
- Nieuport 24 e 24bis
- Nieuport 27
- SPAD Herbemont